# Пайн-Айленд (Техас)
Пайн-Айленд (англ. Pine Island) — місто (англ. town) в США, в окрузі Воллер штату Техас. Населення — 1077 осіб (2020).

## Географія
Пайн-Айленд розташований за координатами 30°3′14″ пн. ш. 96°1′42″ зх. д. / 30.05389° пн. ш. 96.02833° зх. д. (30.053793, -96.028441).  За даними Бюро перепису населення США в 2010 році місто мало площу 24,24 км², з яких 24,20 км² — суходіл та 0,04 км² — водойми.

## Демографія
Згідно з переписом 2010 року, у місті мешкало 988 осіб у 358 домогосподарствах у складі 262 родин. Густота населення становила 41 особа/км².  Було 405 помешкань (17/км²).
Расовий склад населення:
| - 60,8 % — білих - 11,9 % — чорних або афроамериканців - 1,8 % — корінних американців - 0,1 % — азіатів - 23,7 % — осіб інших рас |

До двох чи більше рас належало 1,6 %. Частка іспаномовних становила 36,7 % від усіх жителів.
За віковим діапазоном населення розподілялося таким чином: 24,5 % — особи молодші 18 років, 65,8 % — особи у віці 18—64 років, 9,7 % — особи у віці 65 років та старші. Медіана віку мешканця становила 38,5 року. На 100 осіб жіночої статі у місті припадало 116,2 чоловіків;  на 100 жінок у віці від 18 років та старших — 111,9 чоловіків також старших 18 років.
Середній дохід на одне домашнє господарство  становив 86 760 доларів США (медіана — 59 464), а середній дохід на одну сім'ю — 98 562 долари (медіана — 68 063). Медіана доходів становила 32 656 доларів для чоловіків та 35 852 долари для жінок. За межею бідності перебувало 16,7 % осіб, у тому числі 24,7 % дітей у віці до 18 років та 11,6 % осіб у віці 65 років та старших.
Цивільне працевлаштоване населення становило 597 осіб. Основні галузі зайнятості: виробництво — 16,1 %, будівництво — 13,1 %, освіта, охорона здоров'я та соціальна допомога — 12,1 %.